# Shangyuanguanzhen (ort i Kina, Shaanxi, lat 33,08, long 107,23)
Shangyuanguanzhen är en ort i Kina. Den ligger i provinsen Shaanxi, i den nordvästra delen av landet, omkring 200 kilometer sydväst om provinshuvudstaden Xi'an. Antalet invånare är 29 395. Befolkningen består av 14 585 kvinnor och 14 810 män. Barn under 15 år utgör 17,0 %, vuxna 15-64 år 70 %, och äldre över 65 år 12,0 %.
Runt Shangyuanguanzhen är det ganska tätbefolkat, med 207 invånare per kvadratkilometer. Närmaste större samhälle är Hanzhongshi, 19,0 km väster om Shangyuanguanzhen. Trakten runt Shangyuanguanzhen består till största delen av jordbruksmark.
Genomsnittlig årsnederbörd är 1 044 millimeter. Den regnigaste månaden är juli, med i genomsnitt 226 mm nederbörd, och den torraste är december, med 2 mm nederbörd.